# Molí del Balanyà
El Molí del Balanyà és una obra de Capafonts (Baix Camp) inclosa a l'Inventari del Patrimoni Arquitectònic de Catalunya.

## Descripció
Situat als voltants del Pont Vell.
Estructura arquitectònica de planta quadrangular i coberta a dos aigües. En resten les parets, alçades amb pedra escairada i morter, i alguns cabirons del teulat. En origen tenia planta baixa i un pis superior, com es solia distribuir un molí fariner.
A dintre es conserva una mola de pedra.
També trobem l'estructura de la bassa i el pou.

## Història
Apareix citat a Iglésies i altres, guia Itinerària, 1960, volum 1, pàg. 383: apareix el molí de Més Amunt, també rònec. També surt a Palau Rafecas, 1990, pàgs. 81-103. Ens el descriu amb el nom de molí del Balanyà i el numera amb el núm. 52 dins del conjunt de molins fariners que té inventeriats al riu Francolí. Ens diu: En queden les parets mig derruïdes i la pedra d'una mola. Es troba al peu mateix del camí que va de Capafons a Farena.